# 윤은기의 성공탐험
《윤은기의 성공탐험》은 ITV 경인방송에서 방송되었던 교양 프로그램이다.